# روئینگ در المپیک تابستانی ۱۹۶۸
رویینگ در بازی‌های المپیک تابستانی ۱۹۶۸ نام رویداد ورزش رویینگ در بازی‌های المپیک تابستانی بود که در سال ۱۹۶۸ برگزار شد.

## جدول مدال‌ها
| رتبه  | کشور                      | طلا | نقره | برنز | مجموع |
| ۱     | آلمان شرقی (GDR)          | ۲   | ۱    | ۰    | ۳     |
| ۲     | هلند (NED)                | ۱   | ۲    | ۰    | ۳     |
| ۳     | آلمان غربی (FRG)          | ۱   | ۱    | ۰    | ۲     |
| ۴     | ایتالیا (ITA)             | ۱   | ۰    | ۱    | ۲     |
| ۴     | اتحاد شوروی (URS)         | ۱   | ۰    | ۱    | ۲     |
| ۶     | نیوزیلند (NZL)            | ۱   | ۰    | ۰    | ۱     |
| ۷     | ایالات متحده آمریکا (USA) | ۰   | ۱    | ۱    | ۲     |
| ۸     | مجارستان (HUN)            | ۰   | ۱    | ۰    | ۱     |
| ۸     | استرالیا (AUS)            | ۰   | ۱    | ۰    | ۱     |
| ۱۰    | دانمارک (DEN)             | ۰   | ۰    | ۲    | ۲     |
| ۱۱    | آرژانتین (ARG)            | ۰   | ۰    | ۱    | ۱     |
| ۱۱    | سوئیس (SUI)               | ۰   | ۰    | ۱    | ۱     |
|       |                           |     |      |      |       |
| مجموع | مجموع                     | ۷   | ۷    | ۷    | ۲۱    |